# Деймон Вілсон
Деймон Вілсон (24 травня 1973 , Чарлстон, Південна Кароліна ) — американський радник з питань зовнішньої політики та нинішній виконавчий віце-президент Атлантичної ради — аналітичного центру з питань зовнішньої та державної політики, що базується у Вашингтоні, округ Колумбія. Вілсон також в даний час працює старшим радником Американсько-української ділової ради та як член Міжнародної консультативної ради Словацької Атлантичної комісії.
До приходу в Атлантичну раду Вілсон працював старшим директором з питань європейських справ Ради національної безпеки під час другого терміну президента Джорджа Буша.

## Біографія
Вілсон народився в Чарльстоні, штат Південна Кароліна.
Він відвідував Університет Дюка як стипендіят і закінчив його зі ступенем бакалавра мистецтв з політології в 1995 році.
Після закінчення університету Вілсон був нагороджений першою стипендією Гарта за лідерство в 1995-1996 роках, працюючи в Руанді в рамках програми «Діти і війна» організації Save the Children. Під час стипендії він допомагав розробляти інформаційні та документаційні системи виїзного бюро та брав участь у плануванні програм для проектів, орієнтованих на дітей, які втратили родинні зв'язки.
Вілсон здобув ступінь магістра (MPA) в Принстонському університеті в Школі державних та міжнародних стосунків імені Вудро Вілсона в 1998 році. На цій маґістерській програмі він вів семінари з питань політики щодо впровадження розширення НАТО разом із д-ром Річардом Улманом і пройшов конкурс на стипендію Президента. Будучи стипендіатом, Вілсон працював у бюро Китаю Державного департаменту США та в посольстві США в Пекіні.
Вілсон володіє французькою мовою. Він був нагороджений президентами Естонії, Угорщини, Латвії, Польщі та Грузії за його зусилля щодо просування трансатлантичних відносин.

## Кар'єра
Вілсон довгий час займався оборонною політикою в аспекті стосунків з НАТО та Американсько-Європейськими відносинами. Перед переходом до Атлантичної ради він працював у Генеральному секретарі НАТО, Раді національної безпеки, посольстві США в Багдаді.

### Заступник директора приватного кабінету Генерального секретаря НАТО
Будучи заступником директора приватного кабінету Генерального секретаря НАТО, допомагав лорду Робертсону в його прагненні трансформувати Альянс шляхом розширення членства в НАТО, проведення операцій за межами Європи, зокрема в Афганістані, та адаптації можливостей Альянсу до сучасних загроз. Вілсон також підтримував місію Генерального секретаря в його успішних зусиллях запобігти громадянській війні в Македонії.

### Директор з питань Центральної, Східної та Північної Європи Ради національної безпеки
З січня 2004 року до листопада 2006 року на посаді директора з питань Центральної, Східної та Північної Європи Ради національної безпеки Вілсон зміцнював зв'язки з офісом Канцлера Німеччини, координував міжвідомчу політику на підтримку реформ в Україні, в тому числі під час Помаранчевої революції, спрямовував зусилля на поглиблення взаємодії з союзниками Америки в Центральній та Східній Європі, включаючи впровадження і розширення безвізу, та сприяв тісним консультаціям з партнерами по коаліції в Іраку та Афганістані.

### Виконавчий секретар та керівник апарату посольства США в Багдаді
У 2007 році Вілсон працював у посольстві США в Багдаді на посаді виконавчого секретаря та керівника апарату, де допомагав керувати найбільшим посольством США, виконуючи план реорганізації, який зміцнив координацію, підзвітність та ефективність, а також зіграв ключову роль у нагляді за діяльністю посольства у намаганні фасилітувати і підтримати активізацію громадянського суспільства в Іраку.

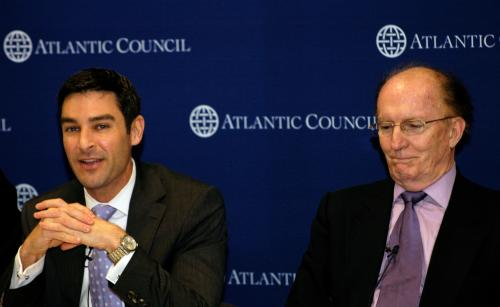
Деймон Вілсон та посол Роберт Гантер.

### Старший директор з європейських питань Ради національної безпеки
З грудня 2007 року до січня 2009 року на посаді старшого директора з питань європейських справ Ради національної безпеки Вілсон відігравав провідну роль у розробці та координації зусиль уряду США з підтримки єдності, свободи та миру в Європі. Він керував міжвідомчою політикою щодо НАТО, Європейського Союзу, Грузії, України, Балкан, Євразійської енергетичної безпеки та Туреччини, а також планував численні візити Президента до Європи, включаючи саміти США і Європейського Союзу та США і НАТО.

### Директор програми міжнародної безпеки при Атлантичній раді
З початку 2009 року і досі Вілсон керує програмою міжнародної безпеки в Атлантичній раді США, аналітичному центрі з питань зовнішньої та державної політики, що базується у Вашингтоні, округ Колумбія. Його робота зосереджена на трансформації НАТО, європейській обороні, нових глобальних викликах безпеці та трансатлантичній обороні та розвідувальна співпраця. Він часто виступає і пише з питань європейської зовнішньої політики та безпеки.

### Виконавчий віце-президент Атлантичної ради
Станом на літо 2011 року Деймон Вілсон офіційно обійняв посаду виконавчого віце-президента Атлантичної ради. Його колишню посаду директора програми міжнародної безпеки перейняв Беррі Павел.

### Національний фонд на підтримку демократії
Від липня 2021 — голова і CEO Національного фонду на підтримку демократії (англ. National Endowment for Democracy, NED).

## Позиція щодо України
В широкому інтерв'ю Укрінформу напередодні другого туру президентських виборів 2019 року в Україні Деймон Вілсон висловлював розважливі думки щодо збереження курсу України на зміцнення незалежності, партнерства з НАТО і США незалежно відл результату самих виборів чи особи, яка займатиме керівну позицію. Його підпис стоїть і під «12-ма пунктами стратегічного партнерства США—Україна», презентованими на безпековому форумі в Києві у березні 2021.

## Зовнішні посилання

### Профілі та біографії
- Біографічна довідка в Атлантичній раді США
- Біографія в програмі стипендіатів Гарта

### Виступи та інтерв’ю
- Публікації на C-SPAN
- Свідчення Конгресу (Відео) [Архівовано 3 березня 2016 у Wayback Machine.] про майбутнє НАТО, Сенат США, 6 травня 2009 р
- Інтерв’ю (відео) [Архівовано 18 червня 2017 у Wayback Machine.] про візит президента Обами до Москви, AHA! Мережа, 16 червня 2009 р
- Інтерв’ю (відео) [Архівовано 2 грудня 2016 у Wayback Machine.] про поїздку віце-президента Байдена до України та Грузії, "Голос Америки", 20 липня 2009 р

### Публікації та статті
- - "Transatlantic Partnership Under the Obama Administration", Euro-Atlantic Quarterly, February 2009
  - "Russia Must Also Hit the Reset Button", New Atlanticist, April 1, 2009
  - "Ukraine on the Brink", Foreign Policy Magazine, May 28, 2009
  - "Biden Defines Europe Policy", New Atlanticist, August 5, 2009